# Plaza de Asdrúbal
La plaza de Asdrúbal es una plaza de Cádiz situada en los terrenos que antaño ocupaba la Plaza de toros de Cádiz.

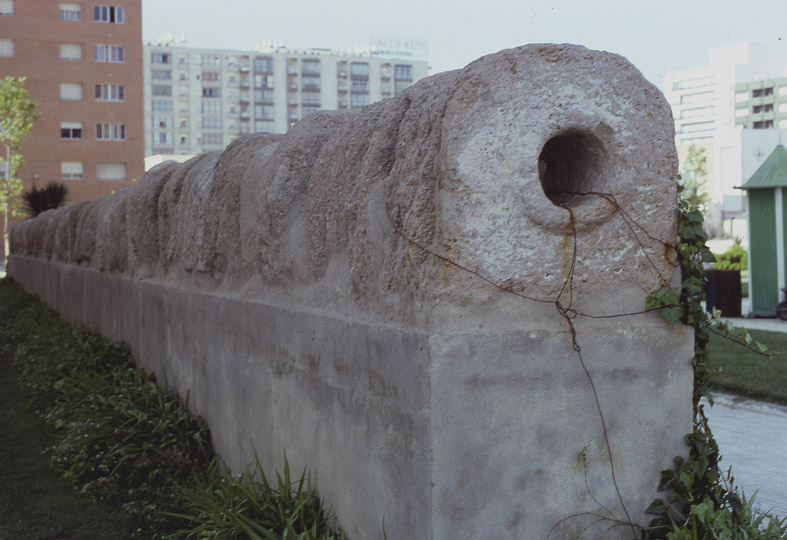
Restos del acueducto de Gades en la Plaza de Asdrúbal.

Actualmente Cádiz es la única capital de provincia de Andalucía que no dispone de coso taurino, si bien a lo largo de su historia tuvo dos. La última de ellas, cercana a Puntales, se inauguró en 1929, y en su solar se ubica hoy esta plaza de planta cuadrada rodeada de bloques de viviendas y con apertura al Atlántico.
Como elemento decorativo más destacado se encuentran unos restos arqueológicos, que evidencian la importancia de Gades dentro de la Hispania romana.
- Datos: Q6079916
- Multimedia: Plaza de Asdrúbal / Q6079916